# The Happiness Patrol
The Happiness Patrol (La patrulla de la felicidad) es el segundo serial de la 25.ª temporada de la serie británica de ciencia ficción Doctor Who, emitido originalmente en tres episodios semanales del 2 al 16 de noviembre de 1988.

## Argumento
El Séptimo Doctor y Ace visitan una colonia humana en el planeta Terra Alpha, y les inquieta la sociedad tan antinaturalmente feliz del planeta. En todas partes suena música alegre, y la fuerza de policía secreta, la Patrulla de la Felicidad (gobernada por la perversa y egoísta Helen A, que está obsesionada con eliminar la infelicidad), recorre las calles llevando uniformes de color rosa y morado chillón mientras cazan y matan a los que llaman "aguafiestas", y pintan la TARDIS de color rosa para que no tenga aspecto deprimente. Mientras exploran el planeta, el Doctor y Ace se encuentran con Trevor Sigma, el censor galáctico oficial, que está visitando Terra Alpha para descubrir por qué han desaparecido tantos de sus habitantes...

### Continuidad
El Doctor le habla a Ace de los sucesos de Invasion of the Dinosaurs, y menciona al Brigadier Lethbridge-Stewart al principio de la historia. El Séptimo Doctor y Ace después conocerán al Brigadier en Battlefield.
El Doctor menciona que su mote en la academia en Gallifrey era "Theta Sigma". El compañero de clase del Doctor, Drax, se refirió a él por ese mote en The Armageddon Factor, y también lo hizo River Song por escrito en La Pandórica se abre.

## Producción
| Episodio          | Fecha de emisión        | Duración | Espectadores en millones | Estado en el archivo  |
| ----------------- | ----------------------- | -------- | ------------------------ | --------------------- |
| Episodio 1        | 2 de noviembre de 1988  | 24:51    | 5,3                      | Cinta original en PAL |
| Episodio 2        | 9 de noviembre de 1988  | 24:48    | 4,6                      | Cinta original en PAL |
| Episodio 3        | 16 de noviembre de 1988 | 24:25    | 5,3                      | Cinta original en PAL |
| [ 1 ] [ 2 ] [ 3 ] |                         |          |                          |                       |

Entre los títulos provisionales se incluye The Crooked Smile (La sonrisa torcida). El equipo de producción consideró emitir esta historia en blanco y negro para encajar con su atmósfera pretendida de cine negro. Un mito entre los fanes dice que se suponía que el tercer episodio iba a ser de animación, pero ese nunca fue el caso. El serial completo se rodó en estudio en julio y agosto de 1988.
Patricia Routledge originalmente iba a interpretar a Helen A, pero en su lugar eligieron a Sheila Hancock. Se pretendía que Helen A fuera una caricatura de la entonces primera ministra del Reino Unido, Margaret Thatcher. Hancock dijo que ella "odiaba a la Sra. Thatcher con una pasión profunda y venenosa". En 2010, Sylvester McCoy contó al Sunday Times: "Nuestro sentimiento era que Margaret Thatcher era más aterradora que ningún otro monstruo con el que el Doctor se hubiera enfrentado". Las llamadas del Doctor a los drones para que bajaran las armas y la revuelta se pretendía que fuera una referencia a la huelga de mineros de 1984-1985. Gran parte de este tono se rebajó al final.